# Manor Park (Londres)
Manor Park est une zone anglaise située à l'est de Londres, dans le borough londonien de Newham.